# Grete Tugendhat
Grete Tugendhat, rozená Grete Löw-Beer (16. května 1903 Brno – 10. prosince 1970 St. Gallen), byla dcera židovského německého podnikatele a továrníka Alfreda Löw-Beera a manželka židovského podnikatele Fritze Tugendhata, s nímž nechala postavit podle návrhu německého architekta Ludwiga van der Roha vilu Tugendhat, která je dnes památkou UNESCO.

## Život před válkou

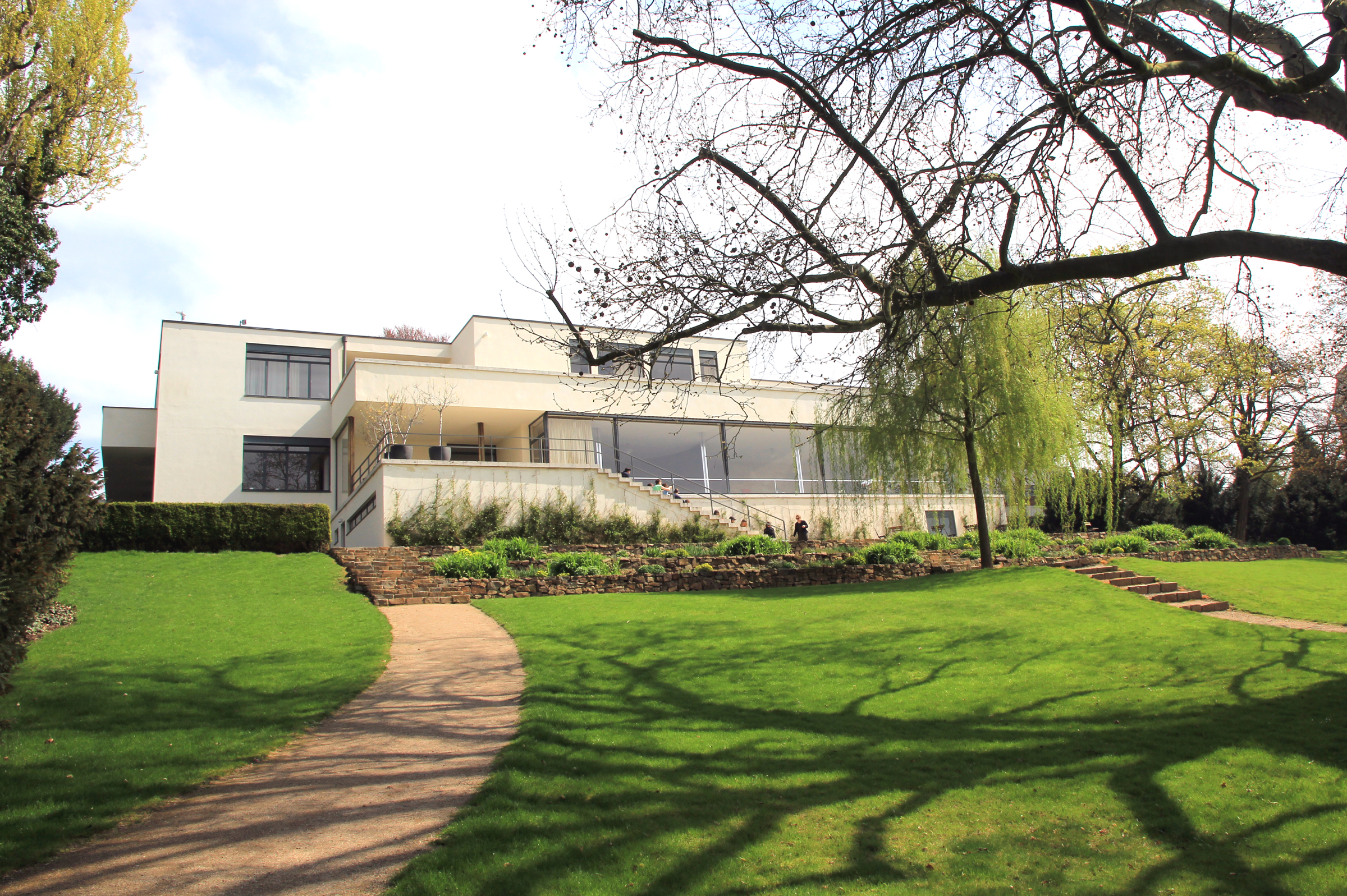
Vila Tugendhatových v Brně

Narodila se v Brně, ale dětství strávila ve Svitávce. Jejím otcem byl Alfred Löw-Beer a matkou Marianne Löw-Beer, rozená Wiedmann. Měla dva bratry, Maxe Löw-Beera a Hanse Löw-Beera. V jejích deseti letech se rodina přestěhovala do Brna, kde její otec koupil vilu od továrníka Moritze Fuhrmanna, která dnes nese jméno vila Löw-Beer. Po základní škole odešla do Vídně na národohospodářské studie, ale když poznala německého průmyslníka Hanse Weisseva ze Zaháně, studie přerušila a v roce 1922 se ve Vídni za něho provdala. Toto manželství, kdy Greta pobývala převážně v Německu, nebylo šťastné, a tak se po šesti letech rozpadlo. Z tohoto manželství měla dceru Hannu. Po rozvodu se s ní vrátila do Brna.
Krátce po návratu do Brna se sblížila s Fritzem Tugendhatem, kterého znala a milovala již v dětství. Svatbu měli v roce 1928 v Berlíně. Svatebním darem dostala od svého otce část jeho pozemku v Černých Polích. Její otec nejenže daroval pozemek, ale financoval i výstavbu rodinného domu. Vypracováním návrhu domu pověřili brněnského architekta Ernsta Wiesnera, ale nakonec své rozhodnutí změnili a vybrali si německého architekta Ludwiga Mies van der Roha. Ten vypracoval návrh funkcionalistické vily Tugendhat, který v letech 1929-1930 zrealizovala brněnská stavební firma Moritz a Artur Eislerovi. Z manželství s Fritzem měla čtyři děti, Ernsta a Herberta, dcery Daniela a Ruth se narodily v exilu. S nástupem nacistů k moci věděli, že jim hrozí nebezpečí, a proto před obsazením se s rodinou rozhodla opustit vilu i Československo. Věděla, že zůstat v Brně by znamenalo rozsudek smrti pro celou jeho rodinu, a tak v květnu 1938 s dětmi opustila Československo. Ve vile žili pouhých osm let.

## Život v exilu
S dětmi odešla do Švýcarska, jen dcera Hanna se vydala do Anglie za svým otcem. Její manžel Fritz se k nim připojil v létě 1938. Zdržel se v Brně, kde s guvernantkou Irene Kalkofenovou balil osobní věci a drobnější nábytek. Ve Švýcarsku se rodina necítila bezpečně, a protože Spojené státy americké uprchlíky již nepřijímaly, v lednu 1941 se rodina rozhodla odejít do Venezuely, kde si v Caracasu založili textilní továrnu, která příliš neprosperovala. Po válce se rodina toužila vrátit do Evropy, a tak se v roce 1950 přestěhovali do švýcarského St. Gallenu. Po osmi letech, 22. března 1958, zemřel její manžel na rakovinu. V roce 1967 se jí podařilo navštívit komunistické Československo a znovu vidět vilu Tugendhat. Do Československa se vrátila ještě jednou, v roce 1969, tentokrát v doprovodu mladší dcery Daniely, která žije ve Vídni. Dne 17. ledna 1969 měla přednášku v Domě umění města Brna, v níž vzpomínala na život ve vile Tugendhat a spolupráci s architektem Mies van der Rohem. Hovořila německy, anglicky, francouzsky, italsky, španělsky a česky.
Když se 10. prosince 1970 vracela z nákupu vánočních dárků, srazilo ji auto. Na následky zranění v St. Gallenu téhož dne zemřela.